# Thomas B. Kay

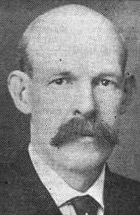
Thomas B. Kay

Thomas Benjamin Kay (* 28. Februar 1864 in Trenton, New Jersey; † 29. April 1931 in Salem, Oregon) war ein US-amerikanischer Geschäftsmann und Politiker (Republikanische Partei).

## Frühe Jahre
Thomas Benjamin Kay, Sohn von Ann Slingsbey und Thomas Lister Kay, wurde während des Bürgerkrieges im Mercer County geboren. Sein Vater zog nach Oregon, bevor er geboren wurde. Nach seiner Geburt kam seine Mutter 1864 mit dem Rest der Familie über die Isthmus von Panama nach Oregon. Die ganze Familie ließ sich dann in Brownsville nieder, wo Thomas später Partner in einer Wollspinnerei wurde.
Er wuchs in Brownsville auf und besuchte dort die ansässigen Schulen. Im Alter von neun Jahren begann er in der Wollspinnerei seines Vaters als Spooler zu arbeiten – eine Tätigkeit, welcher er bis zu seinem 14 Lebensjahr nachging. Kay zog dann nach McMinnville (Oregon), wo er die folgenden drei Jahre das Baptist College (heute Linfield College) besuchte. 1883 verließ er das College. In der Folgezeit war er für die Wollspinnerei seines Vaters in der Niederlassung in Portland (Oregon) tätig.
Kay kehrte 1884 nach McMinnville zurück, wo er in der Bekleidungsbranche zu arbeiten begann. Dabei ging er eine Partnerschaft bei Bishop & Kay ein. Bishop trat nach vier Jahren aus der Partnerschaft aus und Kay ging eine Partnerschaft bei Kay & Todd ein. Am 15. Januar 1888 heiratete er Cora M. Wallace in McMinnville. Das Paar bekam drei Kinder. 1895 begann er für seinen Vater als Verkäufer in der neuen Wollspinnerei in Salem (Oregon) zu arbeiten. Ferner diente er vier Jahre lang in der Miliz von Oregon.
1897 unternahm Kay eine Geschäftsreise für die Wollspinnerei seines Vaters nach New York und kehrte im nächsten Jahr zurück. In diesem Jahr verkaufte er seine Anteile an dem Bekleidungsunternehmen und zog dann nach Salem, wo er die Position als Assistant Manager in der Wollspinnerei antrat. Er war aber weiterhin als Verkäufer tätig. Nach dem Tod seines Vaters im Jahr 1900 wurde er Präsident der Thomas Kay Woolen Mill – eine Position, welche er bis zu seinem Tod bekleidete.

## Politische Laufbahn
Kay begann seine politische Laufbahn in der Lokalpolitik in McMinnville, wo er im Stadtrat und der Schulbehörde saß. 1902 wurde er als Republikaner für eine zweijährige Amtszeit in das Repräsentantenhaus von Oregon gewählt. Er vertrat den 1. Bezirk (Marion County) und hatte den Vorsitz im Ways and Means Committee. Kay wurde 1904 für eine zweite Amtszeit in das Repräsentantenhaus von Oregon gewählt und diente in der Legislativsession von 1905. Während dieser Amtszeit verlor er seinen Posten als Speaker mit einer Stimme an A.L. Mills. 1906 wurde er für eine vierjährige Amtszeit in den Senat von Oregon gewählt. Er vertrat erneut als Republikaner den 1. Bezirk und diente in der Sondersession von 1909 in der Oregon Legislative Assembly.
Er trat 1910 nicht erneut zur Wiederwahl an. Stattdessen kandidierte er erfolgreich für die republikanische Nominierung für den Posten als Treasurer of State von Oregon. Bei den folgenden Wahlen im November 1910 wurde er für eine vierjährige Amtszeit zum Treasurer of State von Oregon gewählt und trat seinen Posten am 4. Januar 1911 an. Seine Wiederwahl erfolgte 1914 für eine weitere vierjährige Amtszeit. Er bekleidete den Posten bis zum 6. Januar 1919. Während dieser Zeit wurde er gelegentlich als Kandidat für den Posten des Gouverneurs von Oregon und einen Sitz im US-Senat gehandelt.
Im Jahr 1920 kehrte er in die Landespolitik zurück. Kay wurde erneut für den 1. Bezirk in das Repräsentantenhaus von Oregon gewählt. Er bekleidete seine zweijährige Amtszeit. 1922 erfolgte seine Wiederwahl und diente in der Legislativsession von 1923. Kay wurde 1924 erneut zum Treasurer of State von Oregon gewählt und trat am 4. Januar 1925 seinen Posten an. Seine Wiederwahl erfolgte 1928. Er bekleidete seinen Posten bis zu seinem Tod 1931. Seine 14-jährige Amtszeit war die längste Amtszeit als Treasurer of State in der Geschichte von Oregon.

## Späte Jahre
Kay war Mitglied von mehreren Bruderschaften, einschließlich der Freimaurer als Mitglied der Tempelritter, der Benevolent and Protective Order of Elks, des Salem Commercial Clubs und der Woodmen of the World. Darüber hinaus saß er im Vorstand des YMCA, des Illihee Clubs, der Portland Manufacturers' Association und der Willamette University in Salem. Er war auch Direktor der Handelskammer von Oregon und Präsident des staatlichen Board of Trade. Thomas Benjamin Kay verstarb am 29. April 1931, im Alter von 67 Jahren.